# Pseudostylochus edurus
Pseudostylochus edurus is een platworm (Platyhelminthes). De worm is tweeslachtig. De soort leeft in zout water.
Het geslacht Pseudostylochus, waarin de platworm wordt geplaatst, wordt tot de familie Pseudostylochidae gerekend. De wetenschappelijke naam van de soort werd voor het eerst geldig gepubliceerd in 1938 door Kato.